# Alexia Adler
Alexia Adler (* 19. Mai 1864 in Neuses im Main-Kinzig-Kreis; † 30. März 1929 in Fulda) war eine deutsche Ordensschwester und Generaloberin des Ordens der Barmherzigen Schwestern vom hl. Vinzenz von Paul.

## Leben
Alexia Adler war die Tochter des Landwirts Johannes Adler und dessen Ehefrau Katharina Benzing und trat 
1885 in den Orden der Barmherzigen Schwestern vom hl. Vinzenz von Paul ein. 
Sie absolvierte in Erfurt eine Ausbildung zur Krankenschwester und nahm 1887 eine Beschäftigung im Vinzenz-Krankenhaus Hanau auf. Dieses Haus wurde am 11. Juni 1887 unter der Leitung von Oberin Sr. Theresia Köhler in Betrieb genommen. 1891 wurde Alexia Oberin des Krankenhauses. Hier blieb sie bis zu ihrer Wahl am 13. Juli 1917 zur Generaloberin des Ordens im Mutterhaus Fulda. Der Orden ist Mitglied der Föderation Vinzentinischer Gemeinschaften und wird in der Rechtsform der Körperschaft des öffentlichen Rechts geführt. Hauptaufgabe der Ordensschwestern sind neben der Kranken- und Altenpflege die Erziehung und Bildung. 
Das Mutterhaus Fulda ist Träger verschiedener Einrichtungen und betreibt im Bistum Fulda mit über 2000 Mitarbeiterinnen und Mitarbeitern 10 Alten- und Pflegeheime, 5 Krankenhäuser, 5 Kindertagesstätten, 3 Hospize, 2 Schulen für Kranke und 6 sonstige Einrichtungen.

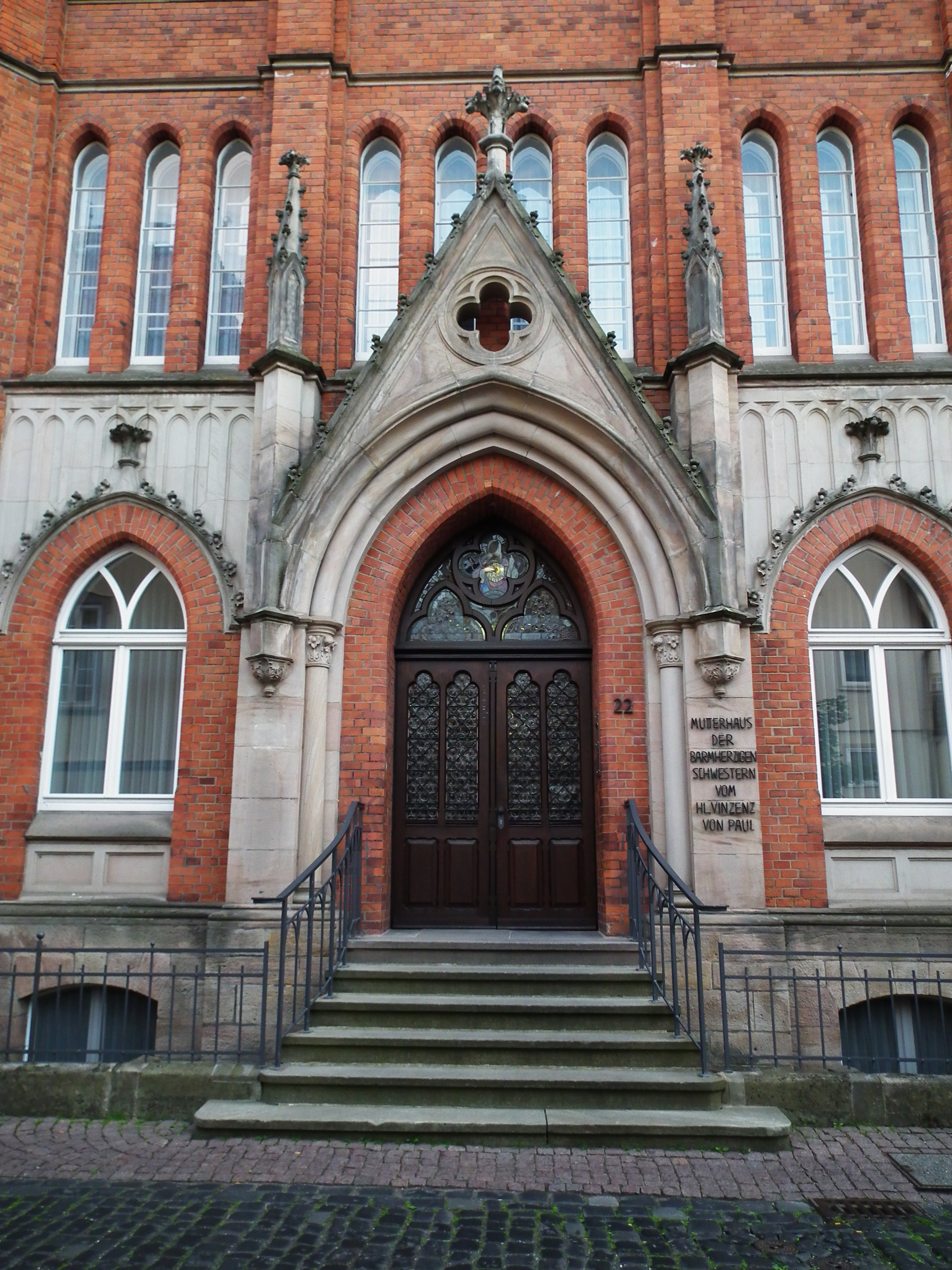
Mutterhaus der Barmherzigen Schwestern in Fulda